# Zizhong
Zizhong, tidigare stavat Tzechung, är ett härad som lyder under Neijiangs stad på prefekturnivå i Sichuan-provinsen i sydvästra Kina. Det ligger omkring 120 kilometer sydost om provinshuvudstaden Chengdu.
Häradet har gett namn åt dinosauriearten Zizhongosaurus.